# Jan Ket
Jan Ket (Leeuwarden, 14 januari 1914 – Amersfoort, 20 juli 1985) was een Nederlands verzetsstrijder tijdens de Tweede Wereldoorlog. Zijn verzetsnaam was Zwarte Jan. Na de oorlog was hij officier bij resp. het Regiment Infanterie en het Regiment Technische Troepen in voormalig Nederlands-Indië en in Nederland.

## Afkomst, opleiding en carrière
Ket groeide op als zoon van een kleine veehouder in een buurtschap ten noorden van de stad Leeuwarden. Na een opleiding instrumentmaker op de ambachtsschool trad hij als matroos in dienst van de Koninklijke Marine, waar hij korporaal-torpedomaker werd. Hij voer op diverse vaartuigen, waaronder onderzeeboten. Het krijgsmachtonderdeel bood hem tevens de gelegenheid enkele wereldreizen te maken, onder meer naar het toenmalige Nederlands-Indië.
Kort voor de Duitse inval in mei 1940 keerde hij terug in zijn thuishaven en na de capitulatie werd hij aangesteld als douanier in de grensplaats Aalten in de Achterhoek. Omdat tewerkstelling in Duitsland dreigde dook hij onder en raakte hij betrokken bij de KP-Aalten.

## Arrestatie 'Ellecomse bocht', ontsnapping in Den Bosch
Op 20 april 1944 nam Ket deel aan een verzetsoperatie van de KP-Aalten, die was gericht op het bemachtigen van wapens in Noord-Brabant. Een hoge prioriteit van commandant Kees Ruizendaal, die in contact was gekomen met ene Willy van Erp (Willy Markus), een "geheim agent van de Nederlandse regering".
Laatstgenoemde vertrok die ochtend in een vrachtauto met chauffeur en vier leden van de KP richting Arnhem. Naast Ruizendaal waren dat Gerrit Kleisen, Feitze de Vries en Jan Ket. Nog maar net onderweg ontstond er argwaan bij de verzetslieden door symbolen op de auto en met meel weggewerkte bloedsporen binnen in de auto.
Zeer tegen de zin van Van Erp besloten de KP'ers zich in twee koppels te verdelen en de rit bij drogist Gastelaars in Doesburg te onderbreken voor onderling beraad. Ket en De Vries, die hun weg op geleende fietsen voortzetten, werden bij de Ellecomse Bocht door Duitse militairen aangehouden, ontwapend en afgevoerd.
Ruizendaal en Kleisen probeerden in Doesburg – bij het uitblijven van contact met hun kameraden – ten huize van Gastelaars tevergeefs fietsen te bemachtigen om weg te komen. Het huis bleek door de Duitsers omsingeld te zijn.
De in een konijnenhok gevluchte Ruizendaal opende – in het nauw gekomen – het vuur, waarna hij met een mitrailleursalvo werd doorzeefd. Kleisen, die zich had verschanst in een kast, verraadde zich door een fles om te stoten. Hij werd op 6 juni 1944 gefusilleerd in de duinen van Overveen.
Ket en De Vries werden de volgende ochtend vanuit Arnhem geboeid in een vrachtauto met dekzeil met een dertigtal andere gevangenen op transport gesteld naar Kamp Vught. Ze herkenden de route via de Waalbrug bij Nijmegen en wisten hun boeien te lozen. Toen de vrachtauto in de binnenstad van Den Bosch vaart minderde lukte het hen (los van elkaar) vanonder het zeil via de treeplank van het voertuig te springen. Geholpen door "goede" burgers wisten ze uiteindelijk weer in Aalten terug te keren.

## Verzetshaard 'De Bark'
Na de debacle in Doesburg besloten Jan Ket en kompaan Henk van 't Lam in de zomer van 1944 in de onbewoonde boerderij De Bark een verzetsgroep van circa 40 mannen onder militaire discipline te brengen en te leren met wapens om te gaan. De groep bestond voornamelijk uit weigeraars van de Arbeitseinsatz en een aantal neergehaalde geallieerde vliegeniers. De benodigde wapens kwamen beschikbaar via de – herstelde – leiding van de KP-Aalten.
Op zondagochtend 25 februari 1945 werd boerderij De Bark onverwacht bezocht door vier soldaten van een Duitse landmeeteenheid. Mogelijk hadden zij in het voorhuis verdachte voorwerpen aangetroffen. Ket en makkers zagen zich dan ook genoodzaakt de vijandelijke landmeters te ontwapenen, te arresteren en gevangen te zetten. Ze bleken trouw te blijven aan hun vaderland, zodat voor het "Bark"-commando hem dilemma opdoemde: “Wat te doen met de vier gevangenen?”
Een geïmproviseerde krijgsraad sprak de doodstraf uit. Voor de executie viel de keuze op ophanging. Aldus werd gehandeld. De vier lijken werden door Jan Ket in een met twee springladingen ondermijnde auto in een verse bomkrater nabij Varsseveld gereden. De lichamen werden in het voertuig geplaatst, waarna de springladingen werden ontstoken. Slechts één ging er af, maar de explosie was zwaar. Zeker van hun zaak maakten Ket en zijn mannen dat ze weg kwamen.
Nog dezelfde avond vond een Duitse patrouille de deels uitgebrande auto met twee vrijwel ongehavende lijken met nog zichtbare striemen in hun hals. De represaille van de Duitse bezetter was genadeloos. Zesenveertig politieke gevangenen werden uit de inrichting De Kruisberg (Doetinchem) gehaald en gefusilleerd, De 46 van het Rademakersbroek. 
Ket verliet de De Bark met zijn verzetsgroep eerder om uit te wijken naar een verlaten loods nabij Dinxperlo. Het bericht over de mislukte opzet en de Duitse wraakneming bereikte hen pas vele dagen later en maakte – na aanvankelijk ongeloof – diepe indruk. Er was echter geen tijd om te treuren: op 30 maart maakten ze contact met een voorhoede van de geallieerde bevrijders: de bemanningen van twee Canadese gevechtswagens.
Uit de – als gevolg van de bevrijding – circa 400 vrij gekomen Binnenlandse Strijdkrachten in de regio Aalten werden onder de naam Dutch National Battalion (D.N.B.) een drietal compagnieën gevormd, die de bevrijders van Oostelijk Nederland, het First Canadian Corps, de nodige flankerende steun gingen verlenen. Ket werd aangesteld als commandant van een deze compagnieën .
Na vervulling van haar missie werd het D.N.B. per 12 juli 1945 opgeheven en geïncorporeerd in het Regiment Infanterie van de Koninklijke Landmacht.

## Naoorlogse militaire carrière
Na de oorlog diende Ket als beroepsmilitair bij de infanterie van het Nederlandse leger. Als zodanig nam hij van begin 1947 tot begin 1950 deel aan de politionele acties in voormalig Nederlands-Indië.
Na zijn tijd als reserveofficier bij de infanterie werd hij per 1 november 1955 benoemd tot kapitein bij het Regiment Technische Troepen, waarna hij per 1 september 1963 werd bevorderd tot majoor.
Ingaande 1 mei 1972 werd hij eervol ontslagen uit de militaire dienst wegens het bereiken van het functioneel leeftijdsontslag.

## Onderscheidingen
Aan de strijdvaardige Fries Jan Ket werden tal van onderscheidingen toegekend:
- Bronzen Kruis - K.B. 26 mei 1952
- Dapperheids-onderscheiding - 29 april 1953 - uitgereikt door prins Bernhard in het Paleis op de Dam.
- Onderscheidingsteken voor Langdurige Dienst als officier - Minister van Defensie d.d. 6 dec. 1960
- Ridder in de Orde van Oranje-Nassau - K.B. 30 april 1968